# Ion Mincu
Ion Mincu (1852-1912) fue un arquitecto, ingeniero y escritor rumano.

## Biografía
Nacido en 1852 en Focşani, cursó la escuela primaria en su localidad natal y la secundaria en Bucarest en el liceo Matei Basarab. Terminó la carrera de puentes y carreteras en Bucarest y luego entró al servicio del Ayuntamiento de Bucarest como ingeniero. En 1873 se trasladó a Focşani con el mismo cargo, donde permaneció hasta 1877. Durante este tiempo se dedicó a la literatura, publicando poemas en Convorbiri literare. En 1877 partió hacia París y entró en la escuela especial de arquitectura, donde obtuvo al final del año premio de los antiguos alumnos. Al año siguiente ingresó a la escuela de Bellas Artes donde obtuvo dos primeras medallas, tres segundas medallas y el premio de la sociedad central de arquitectura de Francia. En 1883 obtuvo el título de arquitecto, emprendió un viaje por España, Italia y luego regresó a Rumanía. Falleció en 1912.
Entre sus obras pueden mencionarse el palacio de justicia de Bucarest, la Escuela Central de Niñas, el bufetul de la carretera Kiselef, la Casa Vernescu, la Casa Monteoru, la decoración interior de la catedral de Constanza, la iglesia de Valea Călugărească y la restauración de la iglesia Stavropoleos de Bucarest. Fue un exponente de lo que se ha venido a conocer como arquitectura neo-rumana.